# Fräulein Wildfang (1948)
Fräulein Wildfang (auch unter dem Titel Hallo Micky, in Österreich als Der Wildfang bekannt) ist eine US-amerikanische Filmkomödie aus dem Jahr 1948 von Ralph Murphy mit Lois Butler in der Titelrolle. Der Film wurde von Eagle-Lion Films produziert und basiert auf dem 1946 veröffentlichten Roman Clementine von Peggy Goodin.

## Handlung
Mickey Kelly ist ein wildes und burschikoses Mädchen, das gerne Baseball spielt. Sie lebt mit ihrem verwitweten Vater George, einem Arzt, in einer Kleinstadt. George hofft insgeheim, in einem neuen Krankenhaus eingestellt zu werden. Mickey gerät in einen Streit mit ihrem Klassenkameraden Robbie Matthews und zerbricht dabei dessen Brille. George besteht darauf, dass Mickey selbst für den Schaden aufkommt. Die Haushälterin Bertha vermutet, dass Robbies Mutter Lydia an ihrem Vater interessiert ist. Mickey will mögliche Avancen mit Hilfe ihrer Freundin Cathy Williams stoppen.
Cathys Tante Louise, seit kurzem wieder Single, ist auf Besuch. Mickey und Cathy versuchen, George und Louise einander näherzubringen, scheitern aber dabei. Louise und Mickey freunden sich an und die erfahrene Frau merkt, dass Mickey sich in Hank Evans, ein Mitglied in Mickeys Baseballteam, verliebt hat. Als Mickey einen Tanzball besuchen will, bekommt sie von Louise ein Kleid und einem Pelzmantel geliehen. Ihr Ex-Freund Ted Whitney soll sie zum Ball begleiten. Als Mickey am nächsten Abend bei den Neweys babysittet, sucht Hank sie auf und beklagt sich, dass sie sich mit dem alten Mann Ted verabredet. Als Robbie und Lydia sehen, dass Ted Louise, die Kleid und Mantel von Mickey trägt, ausführt, ruft Lydia George an. George, der eigentlich ein Treffen mit der Krankenhausverwaltung hat, eilt zu der Bar, in der der Ball veranstaltet wurde. Louise und Ted sind jedoch nicht dort. George beauftragt Robbie, für ihn im Krankenhaus anzurufen und seine Verspätung zu entschuldigen.
Ted und Louise sind zu einem beliebten Platz für Liebespärchen gefahren, um sich auszusprechen. Beiden ist klar, dass sie nicht füreinander bestimmt sind. Ted erklärt, mit einer anderen Frau zusammen zu sein. George taucht auf, hört das Bekenntnis und, Louise für Mickey haltend, zerrt Ted aus dem Auto. Zur gleichen Zeit befürchtet Mickey, dass das Baby der Neweys eine Haarnadel verschluckt hat und rast, eskortiert von einem Polizisten, zur Praxis ihres Vaters. Der Polizist findet George und erklärt ihm, dass Mickey Probleme mit ihrem Baby hat.
Nachdem sich alles aufgeklärt hat, erfährt Mickey von Lydia, dass ihr Vater die Stelle im Krankenhaus nicht bekommt. Durch die ganze Aufregung um sie hat er das Treffen verpasst. Louise will wieder nach New York zurückkehren, vorher aber ein Schulkonzert besuchen, bei dem Mickey auftritt. Hank bittet Mickey, bei dem Konzert einen Ring, den er ihr geschenkt hat, zu tragen. Während ihres Auftritts beginnen die Zuschauer zu tuscheln. Mickey unterbricht ihr Lied und erklärt, dass ihr Vater, auch wenn er damit beschäftigt sei, sich um andere zu kümmern, der wundervollste Vater auf der Welt sei. George erfährt, dass er von der Krankenhausverwaltung zum Abteilungsleiter gemacht wurde. Zu Mickeys Freude wendet er sich Louise zu.

## Produktion

### Hintergrund
Gedreht wurde der Film vom 27. Oktober bis zum 6. Dezember 1947 in den Universal-Studios in Universal City.
Laut dem Magazin Variety lag das Budget des Films bei 700.000 Dollar (2023: ca. 8,8 Millionen Dollar).

### Stab
Arnold Laven arbeitete als Script Supervisor.

### Besetzung
In kleinen nicht im Abspann erwähnten Nebenrollen traten Edward Earle und George Irving in seiner letzten Filmrolle auf.
Ebenfalls unerwähnt blieben Vera Marshe und Renny McEvoy als Ehepaar Newey und James Magill als Polizist.

### Musik
Folgende Songs wurden im Film gespielt:
- Some Day My Prince Will Come (Text: Larry Morey, Melodie: Frank Churchill)
- If You Were the Only Girl in the World (Text: Clifford Grey, Melodie: Nat D. Ayer)
- Father Goose (Text und Melodie: Mario Silva und Randolph Van Scoyk)
- Dreams in My Heart (basierend auf Wiener Blut, Opus 354 von Johann Strauss, adaptiert von Mario Silva und Randolph Van Scoyk)

Hinzu kam der Minutenwalzer (Opus 64, Nr. 1) von Frédéric Chopin, adaptiert von Mario Silva.
Musikalischer Direktor war Irving Friedman.

## Veröffentlichung
Die Premiere des Films fand am 23. Juni 1948 statt. In der Bundesrepublik Deutschland kam er am 21. Juni 1951 in die Kinos.

## Kritiken
Das Lexikon des internationalen Films schrieb: „Gemüt- und humorvolle Teenagerkomödie aus einer amerikanischen Kleinstadt. Anspruchslos, aber sympathisch und mit einem Körnchen Lebensweisheit.“
Der Kritiker des TV Guide sah einen schlecht geschriebenen und inszenierten Film, der eine trostlose Vorstellung abgebe.